# Alcippe de Grote
Alcippe grotei
Espèce
Statut de conservation UICN

LC : Préoccupation mineure
L'Alcippe de Grote (Alcippe grotei) est une espèce d'oiseaux passereaux de la famille des Pellorneidae.
Son nom commémore l'ornithologue allemand Hermann Grote (1882-1951).

## Répartition et sous-espèces
- A. g. eremita Riley, 1936 — forêts pluviales de la chaîne des Cardamomes (Thaïlande) ;
- A. g. grotei Delacour, 1936 — cordillère Annamitique.